# Thích Nhất Hạnh
(Thich Nhat Hanh, La pace è ogni passo)
Thích Nhất Hạnh (IPA: [tʰǐk ɲɜ̌t hɐ̂ʔɲ]), nato Nguyễn Xuân Bảo (IPA: [ŋwiɜŋ˧˩ s̪wɜŋ˧˧ ˀɓaːw˧˩]) (Huế, 11 ottobre 1926 – Huế, 21 gennaio 2022) è stato un monaco buddhista, poeta e attivista vietnamita per la pace.

## Biografia
Nato in Vietnam centrale nel 1926, all'età di sedici anni fu ordinato monaco buddhista del Buddhismo Thiến, lo Zen/Chán vietnamita, nella scuola Lâm Tế (equivalente della Rinzai giapponese e della Linji in cinese), e da allora interpretò e promosse il Dharma quale strumento per portare pace, riconciliazione e fratellanza nella società, accogliendo anche diverse tradizioni.
Nel 1964, durante la guerra del Vietnam venne arrestato e torturato; si mantenne equidistante sia dal governo del Vietnam del Nord sia dal Vietnam del Sud e diede vita al movimento di resistenza nonviolenta dei "Piccoli Corpi di Pace": gruppi di laici e monaci che andavano nelle campagne per creare scuole, ospedali e per ricostruire i villaggi bombardati, nonostante subissero attacchi da entrambi i contendenti (vietcong e statunitensi), poiché li ritenevano alleati del proprio nemico.
Nel 1967, mentre si trovava negli Stati Uniti, conobbe Martin Luther King, il quale, dopo averlo incontrato, lo candidò al Premio Nobel per la pace, e prese posizione pubblicamente contro la guerra in Vietnam. Due anni dopo, costretto all'esilio, diede vita alla Delegazione di Pace Buddhista, che partecipò alle trattative di pace di Parigi. Dopo la firma degli accordi, gli venne rifiutato il permesso di rientrare nel suo Paese da parte del governo comunista.
Si stabilì quindi in Francia, dove nel 1982 fondò il Village des pruniers, comunità di monaci e laici uomini e donne nei pressi di Bordeaux, nella quale visse e insegnò l'arte di vivere in consapevolezza".
(da Quando bevi il tè, stai bevendo le nuvole)
Solo nel gennaio del 2005, dopo 39 anni di esilio, su invito ufficiale del governo vietnamita, poté far ritorno per tre mesi in Vietnam.
Ritornò poi in Vietnam nel febbraio del 2007 per un tour di 10 settimane, durante il quale tenne discorsi davanti ad occidentali e vietnamiti, attratti dalle lezioni del maestro, di cui si giovarono per praticare il Buddhismo. Per una parte del soggiorno meditò e insegnò in un monastero posto su una collina a 140 km a nord di Ho Chi Minh. Ai suoi ritiri parteciparono ogni anno migliaia di persone, provenienti da ogni parte del mondo. Era inoltre vegano e un fautore dei diritti degli animali.
Nel 2014 fu colpito da un ictus e venne curato sia in Francia sia negli Stati Uniti. Dopo tale evento, per suo desiderio tornò nella sua patria, il Vietnam, dove continuò a impegnarsi per migliorare il suo stato di salute, seguito costantemente dai monaci e da personale esperto in medicina ufficiale e in medicina tradizionale. 
Thich Nhat Hanh è morto il 21 gennaio 2022, all'età di 95 anni, presso il tempio Từ Hiếu a Huế, in Vietnam. 
I suoi numerosi libri sono stati tradotti in molte lingue. Le edizioni italiane sono pubblicate da Astrolabio-Ubaldini Editore, Arnoldo Mondadori Editore, Lindau, Neri Pozza, Garzanti.

## Opere tradotte
- Vietnam, la pace proibita (Vietnam: A Lotus in a Sea of Fire), Firenze, Vallecchi, 1967.
- La lotta non violenta del Buddhismo nel Vietnam (Love in action, Voice from the burning house), con Cao Ngoc Phuong[8], Roma, Città Nuova, 1970.[9]
- Essere pace (Being peace; Walking meditation;The heart of understanding), Roma, Ubaldini Editore, 1989.[10]
- Il sole, il mio cuore: dalla presenza mentale alla meditazione di consapevolezza (The Sun, My Heart), Roma, Ubaldini Editore, 1990. ISBN 88-340-0983-5[11]
- Il miracolo della presenza mentale: un manuale di meditazione (The Miracle of Mindfulness), Roma, Ubaldini Editore, 1992. ISBN 88-340-1048-5 / ISBN 978-88-340-1048-8[12]
- Trasformarsi e guarire: il Sutra sui quattro fondamenti della consapevolezza (Tipiṭaka / Transformation and Healing), Roma, Ubaldini Editore, 1992. ISBN 88-340-1070-1[13]
- Vita di Siddhartha il Buddha: narrata e ricostruita in base ai testi canonici pali e cinesi (Old Path, White Clouds), Roma, Ubaldini Editore, 1992. ISBN 88-340-1076-0 / ISBN 978-88-340-1076-1[14]
- La pace è ogni passo: la via della presenza mentale nella vita quotidiana (Peace is Every Step), Roma, Ubaldini Editore, Roma, 1993. ISBN 88-340-1083-3[15]
- Non c'è via per la pace: la pace è la via, con una lettera di Tenzin Gyatso, Firenze, L'Inizio, 1994.
- Toccare la pace: la pratica dell'arte di vivere con consapevolezza (Touching Peace), Roma, Ubaldini Editore, 1994. ISBN 88-340-1123-6[16]
- Respira! Sei vivo; Appuntamento con la vita; Momento presente, momento meraviglioso; L'ordine dell'interessere (Breathe! You are Alive; Our Appointment with Life; Present Moment, Wonderful Moment; Interbeing), Roma, Ubaldini Editore, 1994.[17]
- Lo splendore del loto: esercizi di meditazione guidata (The Blooming of the Lotus), Roma, Ubaldini Editore, 1994. ISBN 88-340-1150-3
- Il diamante che recide l'illusione: commento al Sutra del diamante della Prajñaparamita (The Diamond that Cuts through Illusion), Roma, Ubaldini Editore, Roma, 1995. ISBN 88-340-1161-9 / ISBN 978-88-340-1161-4[13]
- L'amore e l'azione: sul cambiamento sociale non violento (Love in Action), Roma, Ubaldini Editore, 1995. ISBN 88-340-1191-0[18]
- Il Buddha vivente, il Cristo vivente (Living Buddha, Living Christ), Vicenza, Neri Pozza 1996 (ristampa in ed. tascabile TEA, 1999). Ora col titolo Buddha vivente, Cristo vivente: Milano, Garzanti, 2020. ISBN 978-88-11-81282-1[19]
- Una chiave per lo zen (Zen Keys), con un'introduzione di Philip Kapleau, Roma, Ubaldini Editore, 1996. ISBN 88-340-1197-X[20]
- Il cancello di pino e altre storie (The pine gate), Torino, Libreria editrice Psiche, 1997. ISBN 88-85142-42-7
- Mente d'amore: l'innamoramento e la pratica del guardare in profondità (Cultivating the Mind of Love), Roma, Ubaldini Editore, 1997. ISBN 88-340-1251-8[21]
- Insegnamenti sull'amore (Teachings on Love), Vicenza, Neri Pozza 1999. ISBN 88-7305-710-1[22]
- Perché un futuro sia possibile: il sutra per gli studenti laici del Buddha (For a Future to Be Possible), Roma, Ubaldini Editore, 2000. ISBN 88-340-1326-3 / ISBN 978-88-340-1326-7[23]
- Il cuore dell'insegnamento del Buddha: la trasformazione della sofferenza in pace, gioia e liberazione: le quattro nobili verità, il nobile ottuplice sentiero e altri insegnamenti fondamentali del Buddha (The Heart of Buddha's Teachings), Vicenza, Neri Pozza, 2000. ISBN 88-7305-738-1[24]
- Il piccolo libro della consapevolezza, a cura di Tiziana Faggiani, Roma, Ubaldini Editore, 2000. ISBN 88-340-1337-9
- Spegni il fuoco della rabbia (Anger), Milano, Mondadori 2002. ISBN 88-04-50503-6 / ISBN 978-88-04-52507-3 8ª. rist. 2008[25]
- Discorsi ai bambini e al bambino interiore, traduzione e cura di Tiziana Faggiani, Ubaldini Editore, Roma, 2002.  ISBN 88-340-1399-9 / ISBN 978-88-340-1399-1[26]
- Il segreto della pace. Trasformare la paura, conoscere la libertà (No Death, No Fear), Milano, Mondadori, 2003. ISBN 88-04-51306-3 / ISBN 978-88-04-59027-9[27]
- La luce del dharma: dialogo tra cristianesimo e buddhismo (Going Home), Milano, Mondadori, 2003. ISBN 88-04-51757-3
- Libero ovunque tu sia (Be Free Where You Are), Milano, Associazione Essere Pace, ebook gratuito, 2003.[28]
- Il sentiero: discorsi di un ritiro di meditazione (The Path of Emancipation), Roma, Ubaldini Editore, 2004. ISBN 88-340-1436-7[29]
- La via della trasformazione: quando la mente guarisce il cuore (Transformation at the Base), Milano, Mondadori, 2004. ISBN 88-04-52873-7 / ISBN 978-88-04-59697-4 2ª. rist. 2011[30]
- L'arte del cammino e della pace. In viaggio verso la serenità (Fragrant palm leaves – Journals 1962-66), Milano, Mondadori, 2004. ISBN 978-8804522331
- Un ascolto profondo, traduzione e cura di Tiziana Faggiani, Roma, Ubaldini Editore, 2005. ISBN 88-340-1459-6[31]
- L'unica nostra arma è la pace: il coraggio di costruire un mondo senza conflitti (Creating True Peace), Milano, Mondadori, 2005. ISBN 88-04-54403-1[32]
- Insieme con gioia. L'arte di costruire una comunità armoniosa (Joyfully Together), Milano, Associazione Essere Pace, 2005.[33]
- La nostra vera dimora: vivere ogni giorno nella Terra pura (Finding Our True Home), Milano, Mondadori, 2006. ISBN 88-04-56140-8[34]
- Un silenzio tonante (Thundering Silence), Milano, Associazione Essere Pace, 2007.
- Nel rifugio della mente: la risposta zen al terrorismo (Calming the Fearful Mind), Milano, Mondadori, 2007. ISBN 978-88-04-57077-6[35]
- Il cuore del cosmo: nuovi insegnamenti dal Sutra del Loto (Opening the Heart of the Cosmos), Milano, Mondadori, 2008. ISBN 978-88-04-57654-9[36]
- L'energia della preghiera: come approfondire la pratica spirituale quotidiana (The Energy of Prayer), Milano, Mondadori, 2008. ISBN 978-88-04-58194-9[37]
- Quando bevi il tè, stai bevendo nuvole. Un percorso di trasformazione e di consapevolezza, Firenze, Terra Nuova Edizioni, 2008. ISBN 978-88-88819-32-7 4ª. edizione 2012[38]
- Camminando con il Buddha. Zen e felicità (Buddha Mind, Buddha Body), Milano, Mondadori, 2009. ISBN 978-88-04-58545-9[39]
- Spegni il fuoco della rabbia: governare le emozioni, vivere il nirvana (Anger), Milano, Oscar Mondadori, 2009. ISBN 978-88-04-58961-7
- Nulla da cercare. Un commento alla raccolta di Linji (Nothing to do, nowhere to go), traduzione di Aldo Bernabini e Cristiana Munzi, Roma, Ubaldini Editore, 2010. ISBN 978-88-340-1585-8[40]
- Una chiave per la pace (A key to peace: Bat Nha), a cura di Adriana Rocco, Napoli, Educazione alla Pace, 2010.
- La scintilla del risveglio: lo zen e l'arte del potere (The art of power), Milano, Oscar Mondadori, 2010. ISBN 978-88-04-60311-5
- L'unico mondo che abbiamo: la pace e l'ecologia secondo l'etica buddhista, Firenze, Terra Nuova, 2010. ISBN 978-88-88819-67-9
- Fare pace con se stessi. Guarire le ferite e il dolore dell'infanzia, trasformandoli in forza e consapevolezza (Reconciliation. Healing the inner child), Firenze, Terra Nuova Edizioni, 2011. ISBN 978-88-88819-85-3 4ª edizione 2014
- Il modo migliore per catturare un serpente e altri sūtra (Thundering silence beyond the self two treasures), Roma, Ubaldini, 2012. ISBN 978-88-340-1638-1
- Pratiche di consapevolezza: antologia essenziale di meditazioni per vivere il momento presente con gioia e felicità (Happiness: essential mindfulness practices), Firenze, Terra Nuova, 2012. ISBN 978-88-6681-016-2
- La pace è ogni respiro: semplici esercizi per le nostre vite stressate, Torino, Lindau, 2013. ISBN 978-88-6708-116-5
- Paura: supera la tempesta con la saggezza (Fear: essential wisdmon for getting through the storm), Cesena, Bis, 2013. ISBN 978-88-6228-247-5
- Sono qui per te: per una relazione d'amore duratura e consapevole, Firenze, Terra nuova, 2013. ISBN 978-88-6681-035-3
- L'unica nostra arma è la pace: il coraggio di costruire un mondo senza conflitti (Creating true peace), Milano, Oscar Mondadori, 2013. ISBN 978-88-04-63378-5
- L'arte di comunicare: nutri le tue relazioni con amore e rispetto (The art of Comunicatiing), Cesena, BIS, 2014. ISBN 978-88-6228-293-2
- L'arte di lavorare in consapevolezza: come vivere con gioia e presenza mentale ogni momento della giornata (Work), Firenze, Terra nuova, 2014. ISBN 978-88-6681-073-5
- Insegnamenti sull'amore (Teachings on Love), Vicenza, BeastBeat, 2014. ISBN 978-88-6559-194-9 / ISBN 978-88-6559-296-0 / ISBN 978-88-6559-690-6
- Perché esiste il mondo? : risposte zen alle grandi domande dei bambini (Is nothing something?), Firenze, Aam Terra Nuova, 2014. ISBN 978-88-6681-070-4
- Il dono del silenzio (Silence), Milano, Garzanti, 2015. ISBN 978-88-11-68907-2
- Mangiare zen: nutrire il corpo e la mente (Savor), con Lilian Cheung, Milano, Oscar Mondadori, 2015. ISBN 978-88-04-62096-9
- Paura: supera la tempesta con la saggezza (Fear: essential wisdmon for getting through the storm), Cesena, Macro, 2015. ISBN 978-88-6229-873-5
- Sedersi in consapevolezza (How to sit), Firenze, Terra Nuova, 2015. ISBN 88-6681-082-7 / ISBN 978-88-6681-082-7 / ISBN 978-88-6681-483-2 rist. 2019
- Trasformare la sofferenza: l'arte di generare felicità (No Mud, no Lotus), Firenze, Terra Nuova, 2015. ISBN 978-88-6681-106-0
- La zattera non è la riva: conversazioni per una consapevolezza buddhista-cristiana (The Raft is Not the Shore), con Daniel Berrigan, Torino, Lindau, 2015. ISBN 978-88-6708-344-2
- Amare in consapevolezza (How to Love), Firenze, Terra nuova, 2016. ISBN 978-88-6681-149-7
- L'arte di comunicare: nutri le tue relazioni con amore e rispetto (The art of Comunicatiing), Diegaro di Cesena, Macro, 2016. ISBN 978-88-93191-78-4
- Lettera d'amore alla madre terra (A Love Letter to the Earth), Milano, Garzanti, 2016. ISBN 978-88-11-67092-6
- Mangiare in consapevolezza (How to Eat), Firenze, Terra nuova, 2016. ISBN 978-88-6681-120-6
- La pace è ogni respiro: semplici esercizi per le nostre vite stressate (Peace is Every Breath), Torino, Lindau, 2016. ISBN 978-88-6708-445-6
- La pratica della meditazione camminata: consapevolezza in movimento: la pace in ogni passo (Walking Meditation), in collaborazione con Nguyen Anh-Huong, Vicenza, Il Punto d'Incontro, 2016.[41]
- Le quattro verità dell'esistenza (Good citizens), Milano, Garzanti, 2016. ISBN 978-88-11-67134-3
- Un tè di nuvole: un libro da leggere e colorare in consapevolezza, illustrazioni di Brett Cook, Firenze, Terra nuova, 2016. ISBN 978-88-6681-167-1
- Camminare in consapevolezza (How to walk), Milano, Garzanti, 2017. ISBN 978-88-6681-211-1
- Ogni istante è un dono (Inside the now: meditations on time), Milano, Garzanti, 2017. ISBN 978-88-11-67562-4
- Rilassarsi in consapevolezza (How to relax), Firenze, Terra Nuova, 2017. ISBN 978-88-6681-331-6
- L'altra riva del fiume: una nuova traduzione del Sutra del Cuore commentata dal grande maestro zen (The other shore), Firenze, Terra Nuova, 2018. ISBN 978-88-6681-409-2
- Insegnanti felici cambiano il mondo: una guida per coltivare la consapevolezza nell'educazione (Happy teachers save the world), Firenze, Aam Terra Nuova, 2018. ISBN 978-88-6681-392-7
- Lottare in consapevolezza (How to fight), Firenze, Terra Nuova edizioni, 2019. ISBN 978-88-6681-478-8
- Vedere in consapevolezza (How to See), Firenze, Terra Nuova, 2019. ISBN 978-88-6681-484-9
- La mia casa è il mondo (At home in the world), Milano, Garzanti, 2020. ISBN 978-88-11-67340-8T
- Chiamami con i miei veri nomi, Ubiliber, 2021